# Black Prince (tank)
De infanterietank, Black Prince (A43) was de naam toegewezen aan een experimentele ontwikkeling van de Churchill met een grotere, bredere romp en een QF 17-pounder (76 mm) kanon als hoofdwapen. Hij werd vernoemd naar de 14e-eeuwse figuur Eduard van Woodstock, bijgenaamd 'De zwarte prins'.
Als ontwikkeling van de Churchill was de Black Prince een voortzetting van de infanterietanks die bestemd waren als steun aan de Britse infanterie. De parallelle ontwikkeling in de Britse tankontwerpen waren de Cruisertanks die waren bestemd voor de meer mobiele operaties. De Britse tanks waren in het algemeen niet opgewassen tegen de Duitse tanks. In 1942 was de ontwikkeling gestart van de A30 Challenger, een aangepaste Cromwell tank met een QF 17-pounder kanon. Hetzelfde kanon werd ook gebruikt voor de Sherman Firefly. De A30 Challenger was geen succes en de Sherman Firefly had een zwak pantser en kon ook niet in voldoende aantallen worden geproduceerd. Het leger besloot de Churchill tank ook met de 17-ponder uit te rusten en hiermee het tekort aan goede tanks op te lossen.

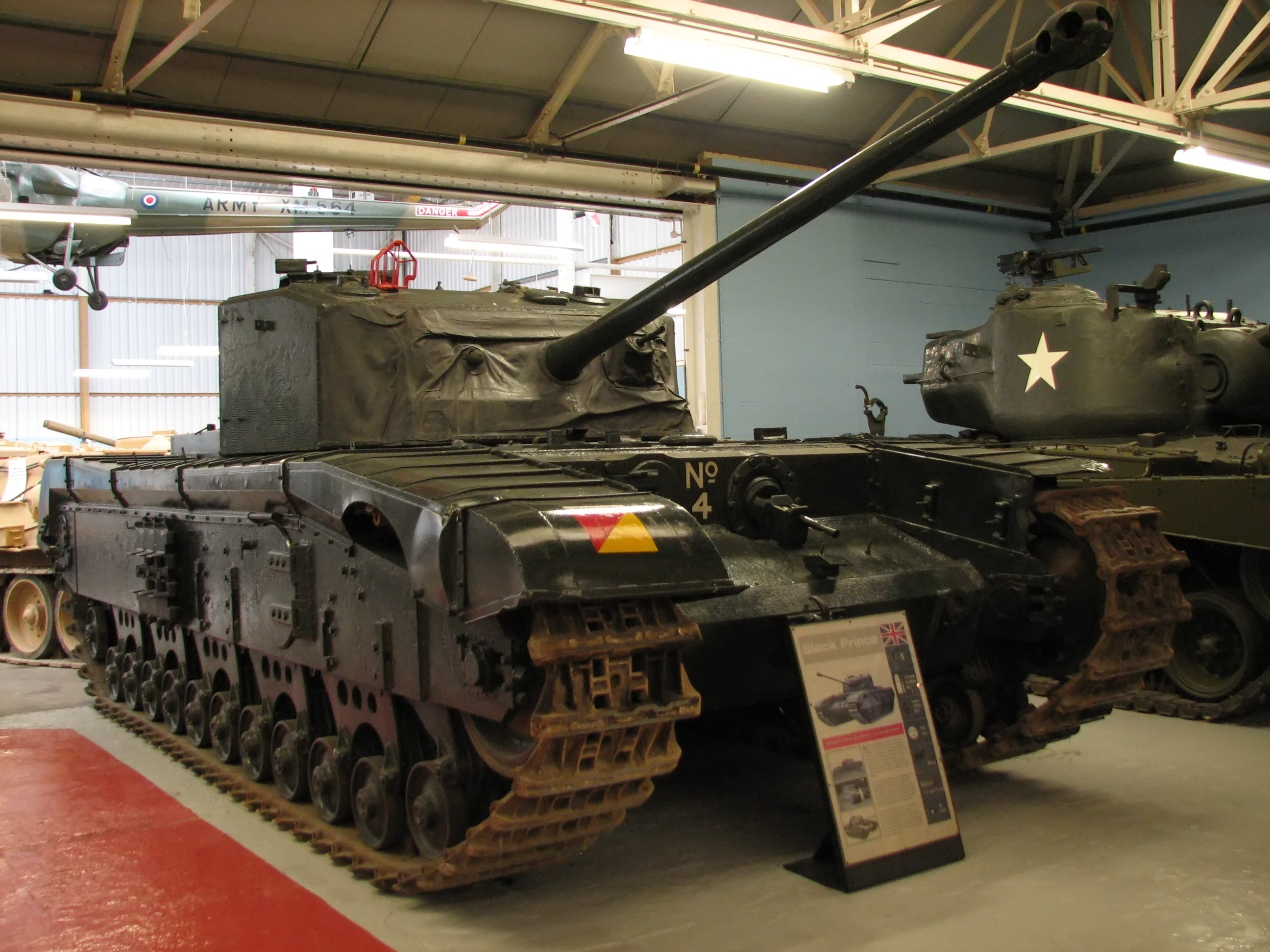
Black Prince in Bovington Tank Museum

In 1943 werd met de ontwikkeling van deze versie een start gemaakt. De basis voor het ontwerp was de Churchill tank Mark VII, maar deze werd iets groter uitgevoerd om het grotere kanon te kunnen plaatsen. De romp werd groter waardoor het gewicht met zo een 10 ton toenam tot 49 ton in totaal. Brede rupsbanden waren nodig om te voorkomen dat de tank te veel in de grond zou wegzakken. Ondanks het hogere gewicht bleef de motor onveranderd de 12-cilinder Bedford benzinemotor van 350 pk. Met slechts 7 pk/ton was de Black Prince log en traag.
Er werden slechts zes prototypes gebouwd. De Black Prince-tanks zouden opgeborgen zijn in het Imperial War Museum Duxford en de Bovington Tank Museum. Deze laatste heeft het vierde prototype van de zes die er uiteindelijk zijn gemaakt. Het werd in 1949 aan het museum geschonken.